# Municipio de Kragnes
El municipio de Kragnes (en inglés: Kragnes Township) es un municipio ubicado en el condado de Clay en el estado estadounidense de Minnesota. En el año 2010 tenía una población de 293 habitantes y una densidad poblacional de 2,96 personas por km².

## Geografía
El municipio de Kragnes se encuentra ubicado en las coordenadas 47°1′13″N 96°45′25″O / 47.02028, -96.75694. Según la Oficina del Censo de los Estados Unidos, el municipio tiene una superficie total de 99.02 km², de la cual 99,02 km² corresponden a tierra firme y (0 %) 0 km² es agua.

## Demografía
Según el censo de 2010, había 293 personas residiendo en el municipio de Kragnes. La densidad de población era de 2,96 hab./km². De los 293 habitantes, el municipio de Kragnes estaba compuesto por el 98,63 % blancos, el 0,68 % eran asiáticos y el 0,68 % eran de una mezcla de razas. Del total de la población el 0 % eran hispanos o latinos de cualquier raza.